# Spanglerogyrus albiventris
Spanglerogyrus albiventris is een keversoort uit de familie van schrijvertjes (Gyrinidae). De wetenschappelijke naam van de soort is voor het eerst geldig gepubliceerd in 1979 door Folkerts.

## Voorkomen
De soort komt voor in riviertjes in het zuidwesten van Alabama in de Verenigde Staten. In de literatuur worden twee vindlocaties vermeld: Butler County en Monroe County.